# Ślady
Ślady – druga płyta zespołu Farba.
Na płycie znalazło się 13 premierowych utworów oraz nowa, akustyczna wersja przeboju Chcę tu zostać.
Muzycy pracowali nad płytą w swoim własnym studiu nagraniowym, miksowania materiału podjął się Bartek Wielgosz (Kombii), a masteringu Jacek Gawłowski.
Tytuł „Ślady” to aluzja zarówno do ścieżek nagraniowych (tracks), jak i do prawdziwych śladów działalności i twórczości muzyków. Wszystkie kompozycje są autorstwa członków zespołu, a teksty wspólnie z Joanną Kozak (wokal) tworzyła Małgorzata Warda, pisarka.

## Spis utworów
1. Jeśli tylko zechcesz
2. To jest ta chwila
3. Piosenka bez słów
4. Zapomnę o Tobie
5. Nie mów mi, że
6. Kusicielka
7. Papierowy sen
8. 3 koma 6
9. Day After Day
10. Nie ma nas
11. Kiedy miłość
12. Nie mój świat
13. Do Ciebie
14. Chcę tu zostać (utwór dodatkowy)

## Single
- Jeśli tylko zechcesz
- Piosenka bez słów
- Nie mów mi, że
- Chcę tu zostać